# Гральна консоль
Гра́льна консо́ль (або гра́льна приста́вка, ігрова́ консо́ль, ігрова́ приста́вка) — це спеціалізований електронний пристрій, розроблений і створений для того, щоб грати у відеоігри. Найчастіше пристроєм виводу є телевізор або, рідше, комп'ютерний монітор.
Спочатку ігрові приставки відрізнялися від персональних комп'ютерів за низкою важливих ознак: ігрові приставки припускали використання телевізора як основного пристрою відображення і не підтримували більшість зі стандартних периферійних пристроїв, створених для персональних комп'ютерів, — таких як клавіатура або модем. Проте, у світі розвитку ігрових приставок, різниця між ними й персональними комп'ютерами стала поступово розмиватися — деякі приставки можуть дозволити підключення клавіатури, жорсткого диска і запуск на них операційної системи Linux.

## Основні виробники
- Sony (PlayStation, PlayStation 2, PlayStation 3, PlayStation 4, PlayStation 5, PlayStation Portable, PlayStation Vita)
- Microsoft (Xbox, Xbox 360, Xbox One, Xbox Series)
- Nintendo (NES, SNES, Nintendo 64, Nintendo GameCube, Nintendo DS, Nintendo Wii, Nintendo 3DS, Nintendo Wii U, Nintendo Switch, Nintendo Switch 2)

## Покоління ігрових приставок
Виділяють різні покоління ігрових систем, на теперішній момент їх вісім. Перераховані найбільш відомі представники поколінь.

### 1-ше покоління
Перші домашні ігрові системи (1972—1980 роки). Magnavox Odyssey

### 2-ге покоління
Ранні 8-бітові приставки з іграми на картриджах (1976—1992 роки). У 1992 припинили випуск Atari 2600.

### 3-тє покоління
Епоха 8-бітних ігрових систем (1983—2003 роки). У 2003 припинили випуск NES в Японії.
- Nintendo Entertainment System (Famicom), відому в СНД по її тайваньському клону Dendy.
- Sega Master System
- Atari 7800
- Amstrad GX4000

### 4-те покоління
Епоха 16-бітних ігрових приставок (1987—2003 роки). У 2003 припинили випуск SNES в Японії.
- PC Engine
- Sega Mega Drive / Genesis (1988)
- Super Nintendo Entertainment System
- Neo-Geo.

### 5-те покоління
32- і 64-розрядні ігрові системи (1993—2006 роки). У 2006 припинили випуск PlayStation.
- 3DO Interactive Multiplayer (1993)
- Atari Jaguar
- Sega Saturn (1995)
- PlayStation (1994)
- Nintendo 64 (1996)

### 6-те покоління
Період: 1998—2013. У 2013 припинили випуск PlayStation 2.
- Sega Dreamcast (1998)
- Sony PlayStation 2 (2000) і оновлена версія 2004 року.
- Nintendo GameCube (2001)
- Microsoft Xbox (2001)

### 7-ме покоління
Період: 2004 — 2017 роки. У 2017 припинили випуск PlayStation 3.
- Nintendo DS (2004)
- PlayStation Portable (2004)
- Xbox 360 (2005)
- PlayStation 3 (2006)
- Nintendo Wii (2006)

### 8-ме покоління
Період: 2011 рік — триває
Стаціонарні:
- Nintendo Wii U (2012)
- PlayStation 4 (2013)
- Xbox One (2013)
- Ouya (2013)

Портативні:
- Nintendo 3DS (2011)
- PlayStation Vita (2011)
- Nvidia Shield (2013)
- Nintendo Switch (2017)

### 9-те покоління
Період: 2020 рік — триває
Стаціонарні:
- PlayStation 5 (2020)
- Xbox Series (2020)

Портативні:
- Nintendo Switch 2 (2025)